# Paytm
Paytm 是第三方支付的電子商務公司，總部位於印度諾伊達，於西元2010年加入了印度的財經科技產業，母公司為One97 Communications。公司創立初期提供手機充電、線上支付、線上購物，類似於電子商務公司Flipkart(新加坡)、亞馬遜公司Amazon.com。2015年時，新增預定巴士旅遊的功能P在2016年更與 Cinépolis合作，開放電影票預定的功能。2021年11月18日，Paytm与印度孟买证券交易所上市。

## 背景
於2010年Paytm在One97 Communications底下創立並發展，Paytm當時是個手機預付充值的網站， 意思是透過手機支付 (Paytm 是由Pay Through Mobile縮寫而來)。
2014年，此公司發佈了手機應用程式「Paytm錢包」(Paytm Wallet)，現在是印度最大的手機支付服務平台，擁有超過一億個錢包，還有一千萬次的下載次數，根據手機追蹤網站App Annie的資料顯示，Paytm已經超過Amazon的手機下載次數。
2017 年，Paytm成为印度首个应用下载量超过 1 亿的支付应用。 同年，它推出了 Paytm Gold，该产品允许用户在线购买低至 1 卢比的纯金（黄金）。它还推出了 Paytm Payments Bank 和“Inbox”，这是一个具有聊天内支付功能的消息平台。紧接着，Paytm推出了两款新的基于长期储蓄的理财产品——Paytm Gold Savings Plan 和 Gold Gifting。
2018年1月，Paytm与阿里巴巴集团旗下的游戏公司AGTech Holdings合资，推出移动游戏平台Gamepind。2019 年 6 月，它更名为 Paytm First Games。
2019 年 3 月，Paytm公司推出了名为 Paytm First 的基于订阅的忠诚度计划，并于 2019 年 5 月与花旗银行合作推出了 Paytm First 信用卡。

## 資金
2015年三月，印度企業Ratan Tata 投資於Paytm，同一個月中國的阿里巴巴集團投資了美金$575,000,000。螞蟻金服後續買下25%的One97公司的股份，Paytm也向ICICI Bank 借款當成營運資金。
2017 年 5 月，Paytm 获得了单一投资者软银的最大一轮股权，从而使该公司的估值达到约 100 亿美元。
2018 年 8 月，伯克希尔哈撒韦公司投资 3.56 亿美元购买 Paytm 3%-4% 的股份，尽管伯克希尔哈撒韦公司证实沃伦巴菲特没有参与交易。
2019 年 11 月 25 日，Paytm 在由美国资产管理公司 T Rowe Price 以及现有投资者蚂蚁金服和软银愿景基金领投的一轮融资中筹集了 10 亿美元。

## 合作
Paytm錢包(APP)提供的商業服務如飛機票、預約計程車、手機儲值、網路付款；透過Paytm錢包，使用者也能在加油站付款，在與PVR Cinemas合作後，也能透過APP線上預訂電影票。
2020 年 7 月，塔塔星巴克（Tata Starbucks，由Tata Consumer Products 和 Starbucks Corporation组成的50:50合资公司）与 Paytm 合作，允许其客户在 Covid-19 大流行期间在线订购食品。

## 付款銀行
2015年，印度儲備銀行發了執照給Paytm for starting India's first payments bank. 印度儲備銀行打算為Paytm現有的使用者提供更多新服務，包括轉帳卡、存款服務、線上帳戶管理、轉帳，此付款銀行會是個獨立的公司，而創立者Vijay Shekhar Sharma 持股51%，One97 Communications 持股39%，其餘10% 股份由One97 子公司和Sharma所持有.